# Ambodivoanio
Ambodivoanio est une commune rurale malgache dans la région d'Ambatosoa.